# وینیتسکا
وینیتسکا (به صربی: Vinicka) یک منطقهٔ مسکونی در صربستان است که در پریژپولجه واقع شده‌است. وینیتسکا ۴۷۴ نفر جمعیت دارد.